# Guillaume Paradin
Guillaume Paradin (* 1510 in Cuiseaux; † 1590 in Beaujeu) war ein französischer Historiker und Schriftsteller.

## Leben und Werk
Guillaume Paradin war zuerst Pfarrer in Condal und Kanoniker in Louhans, dann Pfarrer und Kanoniker in Beaujeu. Er war zu seiner Zeit vor allem als Historiker und Zeitgeschichtler bekannt und erfuhr Förderung durch König Heinrich II.
Seine Histoire de notre temps (lateinisch 1548, französisch 1550) und die Fortsetzung Continuation de l’histoire de notre temps (1556), die später bis 1568 ergänzt wurde, war Kardinal Charles de Lorraine gewidmet und begann mit der Regierungszeit von König Franz I. Der Verfasser stellt weniger die großen Akteure als das Schicksal der Menschen in den Vordergrund. August von Sachsen ließ eine deutsche Übersetzung erstellen, die 1574 in Dresden erschien (Historien und allerlei Hendel, die sich zu unsern Zeiten zugetragen anfenglich in Frantzösischer sprache, durch Wilhelm Paradin beschrieben, und in Fünff bücher verfasset).
Noch bekannter war seine (in jüngster Zeit nachgedruckte) Geschichte der Stadt Lyon. Daneben veröffentlichte er umfangreiche Annales de Bourgogne (1566), eine Einführung in die Medizin, eine andere in die Theologie sowie moralisierende Schriften über Versöhnung oder die Gefahren des Tanzens. In Lyon ist eine Straße nach ihm benannt.

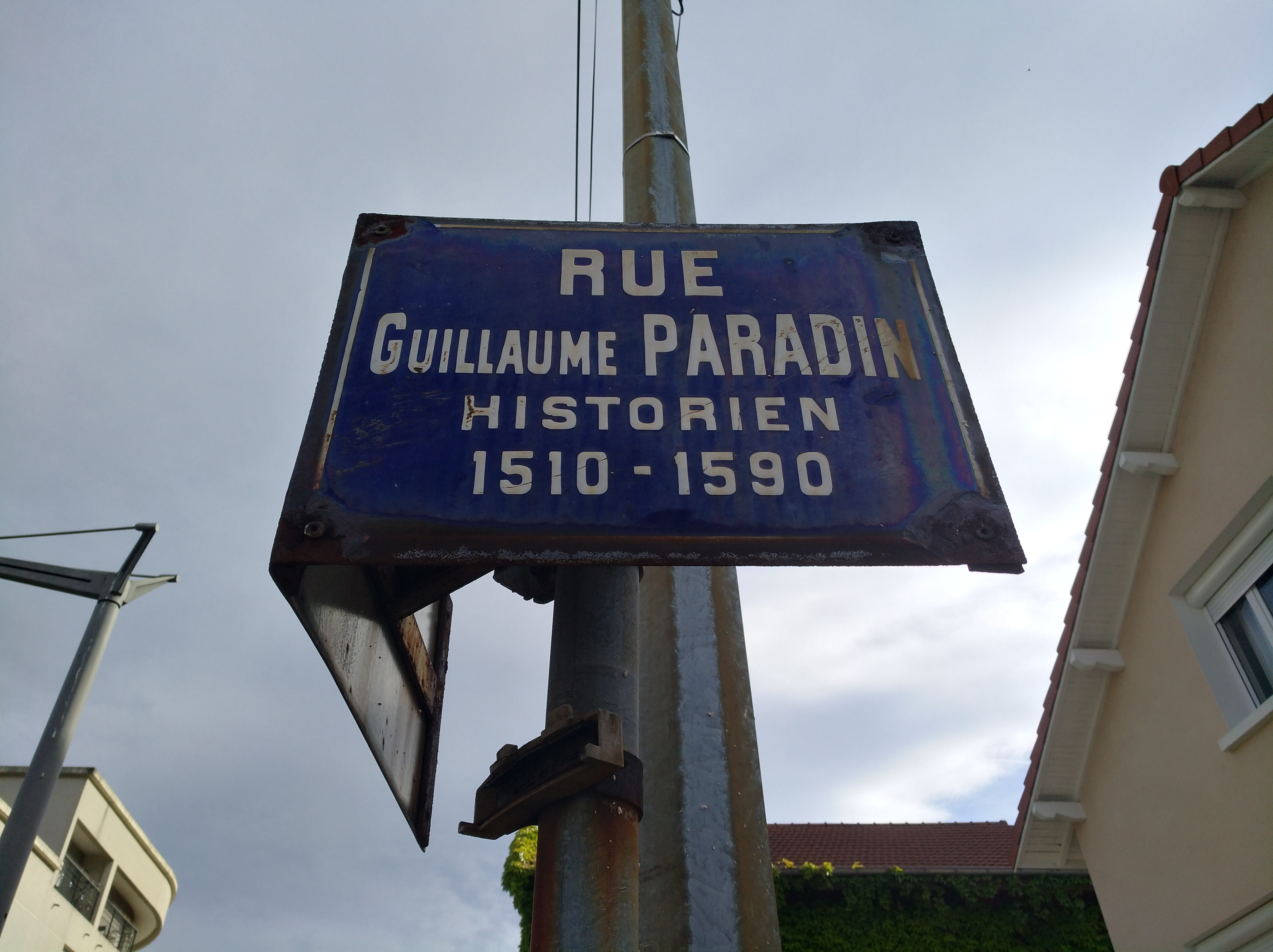
Straßenschild in Lyon

## Werke (Ausgaben ab 1874)

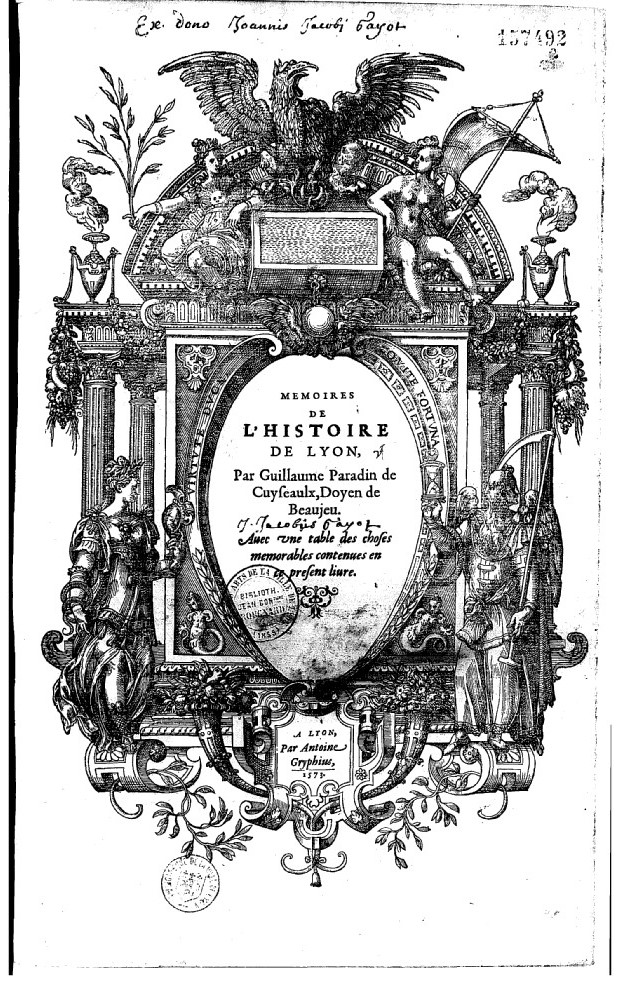
Mémoires de l'histoire de Lyon (Titelblatt 1573)

- Cronique de Savoye, par maistre Guillaume Paradin. Hrsg. Édouard Fick. J. de Tournes et G. Gazeau, Lyon 1874.
- Les Epigrammes latines de Guillaume Paradin. M. Audin, Lyon 1936.
- (mit Jean Bouchet) La Révolte de la gabelle en Guyenne et à Bordeaux en 1548. Atelier Aldo Manuzio, Bordeaux 1981. (Auszug aus der Histoire de notre temps von Paradin und den Annales d'Aquitaine von Bouchet)
- Guillaume Paradin: Mémoires de l'histoire de Lyon. Antonius Gryphius, Lyon 1573 (archive.org).
  - Mémoires de l'histoire de Lyon par Guillaume Paradin de Cuyseaulx, doyen de Beaujeu. Dioscor, Lyon 1985. (Nachdruck der Ausgabe von A. Gryphius, Lyon 1573)
  - (anderer Nachdruck) Histoire de Lyon. Horvath, Roanne 1973. (Vorwort von Maurice Audin, 1895–1975)
- Le journal de Guillaume Paradin ou La vie en Beaujolais au temps de la Renaissance (vers 1510-1589). Hrsg. Mathieu Méras. Droz, Genf 1986, 2015.